# Voglio tutto, soprattutto te/Abbracciami
Voglio tutto, soprattutto te/Abbracciami è il ventinovesimo 45 giri della cantante pop Raffaella Carrà, pubblicato nel 1988 dall'etichetta discografica CBS Italiana.
Entrambi i brani sono stati inseriti nell'album Raffaella.

## Voglio tutto, soprattutto te
Sigla iniziale della trasmissione televisiva Il principe azzurro, varietà di Canale 5 condotto dalla soubrette, è una cover del brano Whisky a go go con il testo in italiano di Cristiano Malgioglio.
Il video è disponibile sul DVD nel cofanetto Raffica Carrà del 2007.
Tratto dallo stesso programma televisivo, nel DVD del cofanetto Raffica - Balletti & Duetti (2008) è presente il video di Raffaella che eseguì il brano in duetto con Jovanotti.
Della canzone esiste anche una versione in spagnolo dal titolo Fiesta a go go (testo degli stessi autori della musica), eseguita in duetto con Trini Lopez; è contenuta nell'edizione dell'album per il mercato iberico (1988, Raffaella CBS 460894-1, Spagna).

## Abbracciami
Lato b del disco.

## Tracce
Lato A
1. Voglio tutto, soprattutto te (Whisky a go go) – 4:13 (testo: Cristiano Malgioglio – musica: Michael Sullivan, Paulo Massadas; edizioni musicali EMI)

Lato B
1. Abbracciami – 4:02 (Guido Maria Ferilli; edizioni musicali Antes)